# Utrwalanie
Utrwalanie – jeden z procesów fotograficznych sprawiający, że materiał fotograficzny nie będzie już reagował na światło.
Utrwalanie polega na rozpuszczeniu i usunięciu z materiału fotograficznego substancji światłoczułej, czyli chlorku, bromku i jodku srebra. Składniki utrwalacza tworzą z trudno rozpuszczalnymi solami srebra tak zwane związki zespolone – łatwo rozpuszczalne w wodzie. Istnieje wiele związków i mieszanin o działaniu utrwalającym, np. woda amoniakalna, która nadaje się jednak tylko do rozpuszczania chlorku srebra. Tak więc może być ona użyta jedynie do materiałów chlorosrebrowych, bez domieszek bromku i jodku srebra. Innym związkiem utrwalającym jest cyjanek potasu (lub sodu). Rozpuszcza on wszystkie trzy sole srebra, jednak nie jest powszechnie stosowany ze względu na niebezpieczeństwo zatrucia. Najpopularniejszym utrwalaczem jest roztwór tiosiarczanu sodu. Jego reakcja z bromkiem srebra (utrwalanie) wygląda następująco:
{\displaystyle \mathrm {Ag^{+}Br^{-}+4Na^{+}+2S_{2}O_{3}^{2-}\rightarrow [Ag(S_{2}O_{3})_{2}]^{3-}+4Na^{+}+Br^{-}} }
Zaletą tego roztworu jest to, że nie posiada on właściwości trujących ani żrących oraz jest znacznie trwalszy od innych utrwalaczy. Próbowano też zastosować do utrwalania tiosiarczan amonu, którego roztwory rozpuszczają sole srebra szybciej niż roztwory tiosiarczanu sodu. Problemem w tym przypadku jest jednak mała trwałość oraz większa niż w przypadku tiosiarczanu sodu zdolność do rozpuszczania srebra metalicznego.
Aby przyspieszyć proces utrwalania, dodaje się sole amonowe do roztworu tiosiarczanu sodu, tworząc tak zwany szybki utrwalacz. Jednak czas utrwalania zależy od wielu czynników: rodzaju utrwalanej emulsji, stężenia tiosiarczanu w utrwalaczu, wielkości dodatku soli amonowej do roztworu tiosiarczanu sodu, temperatury i stopnia wyczerpania utrwalacza.